# 콜루바라구

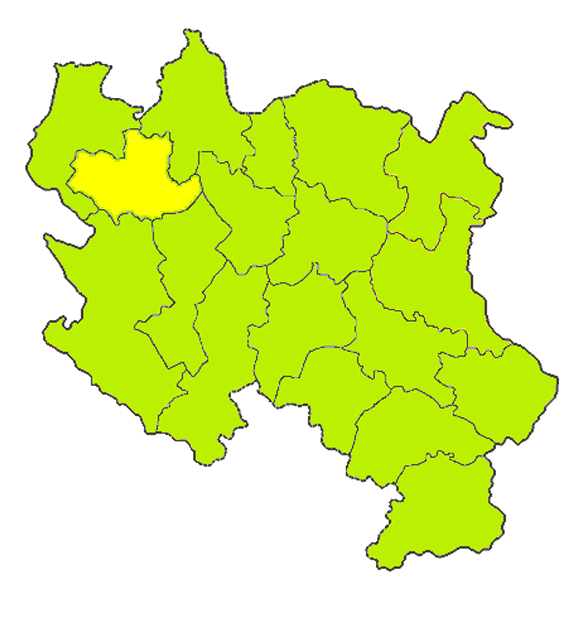
콜루바라 구의 위치

콜루바라구(세르비아어: Колубарски округ, Kolubarski okrug)는 세르비아 서부에 위치한 구로 행정 중심지는 발레보이며 면적은 2,474km2, 인구는 192,204명(2002년 인구 조사 기준), 인구 밀도는 77.7명/km2이다. 구 이름은 발레보(콜루바라 구의 행정 중심지)를 흐르는 강인 콜루바라 강에서 유래된 이름이다.

## 지방 자치체
6개 지방 자치체와 7개 군, 211개 마을을 관할한다.
- 오세치나 (Osečina)
- 우브 (Ub)
- 라이코바츠 (Lajkovac)
- 발레보 (Valjevo)
- 미오니차 (Mionica)
- 리그 (Ljig)

## 인구
인구와 민족 분포는 2002년 인구 조사를 기준으로 한다.
- 세르비아인: 186,177명
- 로마인: 2,577명
- 그 외의 민족: 11,806명

| 연도  | 인구    | ±% p.a. |
| ----- | ------- | ------- |
| 1948  | 192,572 | —       |
| 1953  | 201,411 | +0.90%  |
| 1961  | 202,630 | +0.08%  |
| 1971  | 202,990 | +0.02%  |
| 1981  | 205,094 | +0.10%  |
| 1991  | 200,560 | −0.22%  |
| 2002  | 192,204 | −0.39%  |
| 2011  | 174,513 | −1.07%  |
| 출처: |         |         |

## 같이 보기
- 세르비아의 행정 구역